# Tetrabalius ambonensis
Tetrabalius ambonensis är en spindeldjursart som beskrevs av Speijer 1933. Tetrabalius ambonensis ingår i släktet Tetrabalius och familjen Thelyphonidae. Inga underarter finns listade i Catalogue of Life.